# Sylt (Album)
Sylt ist das dritte Studioalbum der Hamburger Band Kettcar. Es wurde am 18. April 2008 beim Label Grand Hotel van Cleef veröffentlicht.

## Geschichte/Bedeutung
Im Winter 2007/08 nahmen Kettcar ihr drittes Studio-Album auf. Einige der aufgenommenen Songs konnte man bereits auf Konzerten 2007 live hören. Die Vorab-Single Graceland kam am 28. März in die Läden und stieg in die deutschen Single-Charts ein. Am 18. April erschien Sylt und erreichte mit Platz 5 in den deutschen Albumcharts, den gleichen Platz, wie der Vorgänger Von Spatzen und Tauben, Dächern und Händen.

## Stil
Die Musik des Albums pendelt wie schon bei den beiden Vorgängeralben zwischen vom Punk beeinflussten Indie-Rock-Titeln und Liedern im Stil von Singer-Songwritern. Eine Differenzierung im Höreindruck gibt es durch die drei verschiedenen Produzenten, die den jeweils von ihnen produzierten Titeln ihr persönliches Gepräge gegeben haben. Neben Swen Meyer, der schon die vorherigen Kettcar-Alben produzierte, sorgten Moses Schneider (u. a. Beatsteaks, Tocotronic) und Tobias Siebert (Klez.e) für den facettenreicheren Klang.

## Inhalt
Im Gegensatz zum Vorgängeralbum Von Spatzen und Tauben, Dächern und Händen widmen sich die Texte wieder verstärkt der Kritik an gesellschaftlichen Zuständen. „Ich transportiere Geschichten die oft halt davon handeln, dass Verlierer auch mitgedacht werden, dass gesellschaftliche Zustände in Geschichten eingebettet werden, wo man dann sieht, dass nicht alles richtig läuft.“ berichtet Hauptsongwriter Marcus Wiebusch in einem ZDF-Bericht zum Erscheinen des Albums. Es werden dabei besonders die „neoliberalen Zumutungen“ (Marcus Wiebusch) in Zeiten von Hartz IV beschrieben. Besonders deutlich wird das im Titel Geringfügig, befristet, raus. Die Texte von Marcus Wiebusch und Reimer Bustorff geben dabei weniger Handlungsanweisungen für ein „besseres Leben“. Sie sind vielmehr genaue Beobachtungen der Lebenswirklichkeit, wie sie die Texter erleben.

## Cover
Das in Türkis sowie in Braun- und Rottönen gehaltene Albumcover zeigt das Gemälde Hochbahn des Leipziger Malers David Schnell.

## Trackliste
1. Graceland
2. Nullsummenspiel
3. Am Tisch
4. Kein Außen mehr
5. Wir müssen das nicht tun
6. Fake for Real
7. Geringfügig, befristet, raus
8. Agnostik für Anfänger
9. Verraten
10. Dunkel
11. Würde
12. Wir werden nie enttäuscht werden

Limited Edition Bonus:
1. DVD mit Videomitschnitten des 'Kettcar-Russland-Abenteuers’ und dem Graceland-Video mit russischem Untertitel

Beim Stück Am Tisch singt Niels Frevert die zweite Strophe.

## Singleauskopplungen
Graceland (April 2008)
1. Graceland – 3:30
2. Szene 2: Die Letzte Schlacht (non album track) – 3:39
3. Pavianfelsen (non album track) – 3:02

## Referenzen
- Kein Außen mehr
  - Die Textzeile „Authentisch war schon Hitler“ ist ein Zitat von Diedrich Diederichsen (Hitler war authentisch aus der Zeitschrift Spex). Die Verse „Lieber peinlich als authentisch / Authentisch war schon Hitler“ waren Zitat des Tages am 18. April 2008 in Die Zeit.